# Produkt miejski brutto
Produkt miejski brutto (ang. gross metropolitan product, gross regional product) – miernik poziomu gospodarczego miasta. Podobnie jak produkt krajowy brutto, PMB jest definiowany jako wartość rynkowa wszystkich wyprodukowanych dóbr i usług w danym mieście, oraz w określonym okresie.